# Provincia de Huamalíes

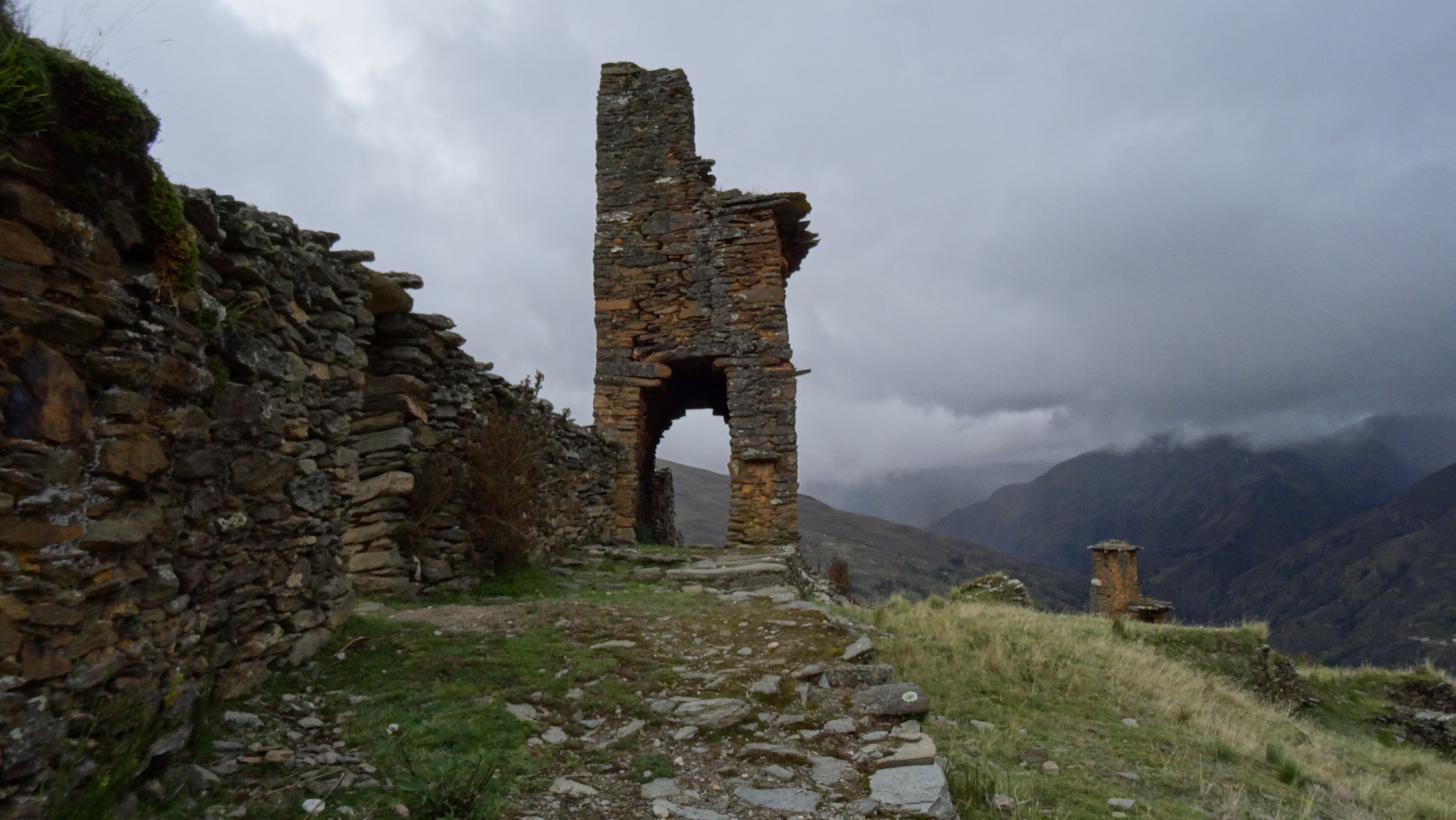
El complejo arqueológico Piruro

La provincia de Huamalíes es una de las once que conforman el departamento de Huánuco en el centro del Perú. Limita por el norte con la provincia de Huacaybamba; por el este con la provincia de Leoncio Prado; por el sur con la provincia de Dos de Mayo, y por el oeste con la provincia de Huari, del departamento de Áncash. La provincia tiene una población aproximada de 68 000 habitantes y su capital es la ciudad de Llata.

## Historia

### Preincaica
Los primeros habitantes del pueblo llatino fueron hombres de los tiempos más remotos, que llegaron a constituir una gran tribu o nación independiente del reino de Guanoco, perteneciendo en ese entonces a Ichog Guanoco; gobernados por sendos curacas que se establecieron en las consabidas alturas, desde las cuales podían observarse o comunicarse mutuamente. Los grupos más desarrollados de esta zona fueron Huamanhuillca, Huercosayog o Huiracochayog, Collacharco, Pampamarca, Jatunmarca, Taricay, Llacuy y Paugarhuillca.

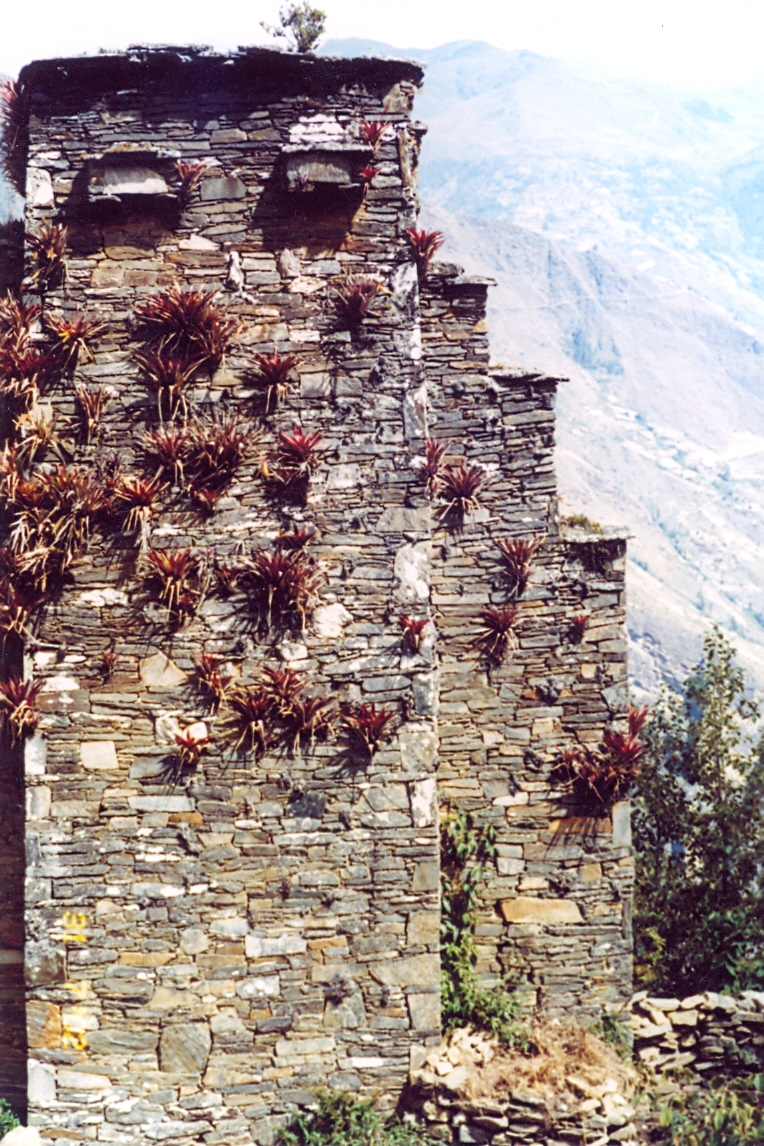
Castillo de Mariagán, conjunto preincaico

### Incaica
Llata formó parte de los yarowilcas, los cuales ofrecieron resistencia continua a la expansión conquistadora de las huestes del inca Túpac Yupanqui, motivando a una confederación inca-yarowilca dentro del territorio del Chinchaysuyo; quienes recibieron a la postrera influencia de la cultura inca, tales como: el idioma, religión, arquitectura, agricultura, ganadería y la organización social en ayllus. Asimismo, los nativos de esta región supieron contribuir a la cultura cuzqueña con la metalurgia y nociones de irrigación porque fueron grandes maestros en estas actividades. 

### Conquista
Posiblemente Hernando Pizarro con un grupo de españoles, entre ellos religiosos misioneros, en marzo de 1533 fueron los primeros que recorrieron y se detuvieron por tiempo más o menos prolongado en tierras llatinas. Según versiones de algunos historiadores Llata fue fundada después de Huánuco (1539), fundación que se llevó a cabo en Ogshash a pocos km de la ciudad de Llata; para luego ser trasladada en el año de 1569 a la actual ubicación en el Llacta de Paugar-Wilca. Posteriormente, Llata es cabeza de corregimiento que abarca desde los orígenes del río Marañon hasta la provincia de Pataz (Ex-Dpto. de la Libertad) y desde Conchucos hasta el río Huallaga.

### Emancipación
En esta época, poco antes del levantamiento de Túpac Amaru II en Tinta, Cuzco (1780), los llatinos llevaron a cabo la revolución de 1777 proclamándo por uno de sus hijos como Cuna de la Emancipación Americana, surgiendo la valentía de muchos llatinos, sobre todo de Juana Moreno; sigue en 1782 en Huallanca, luego en 1807 en Chavín de Pariarca, para después ejecutarse en Ambo, el 23 de febrero de 1812, Huánuco, con participación de huamalíanos.

### República
La actual provincia de Huamalíes figura en el Reglamento Provincial dado en Huaura el 12 de febrero de 1821 por el general San Martín como provincia del departamento de Huaylas. El 4 de noviembre de 1823 pasa a pertenecer a Huánuco, luego al de Junín por decreto del 10 de octubre de 1836. Finalmente la Ley del 24 de enero de 1869 creó el departamento fluvial de Huánuco integrando la provincia de Huamalíes, más tarde el 31 de octubre de 1891 elevan a la categoría de ciudad la villa de Llata siendo Presidente de la República don Remigio Morales Bermúdez. Llata, un pueblo antiguo que conserva aún sus costumbres tradicionales andinas, y que actualmente su actividad económica se basa en lo que siempre fue: La agricultura, la ganadería y en estos últimos años el comercio. 

## Geografía

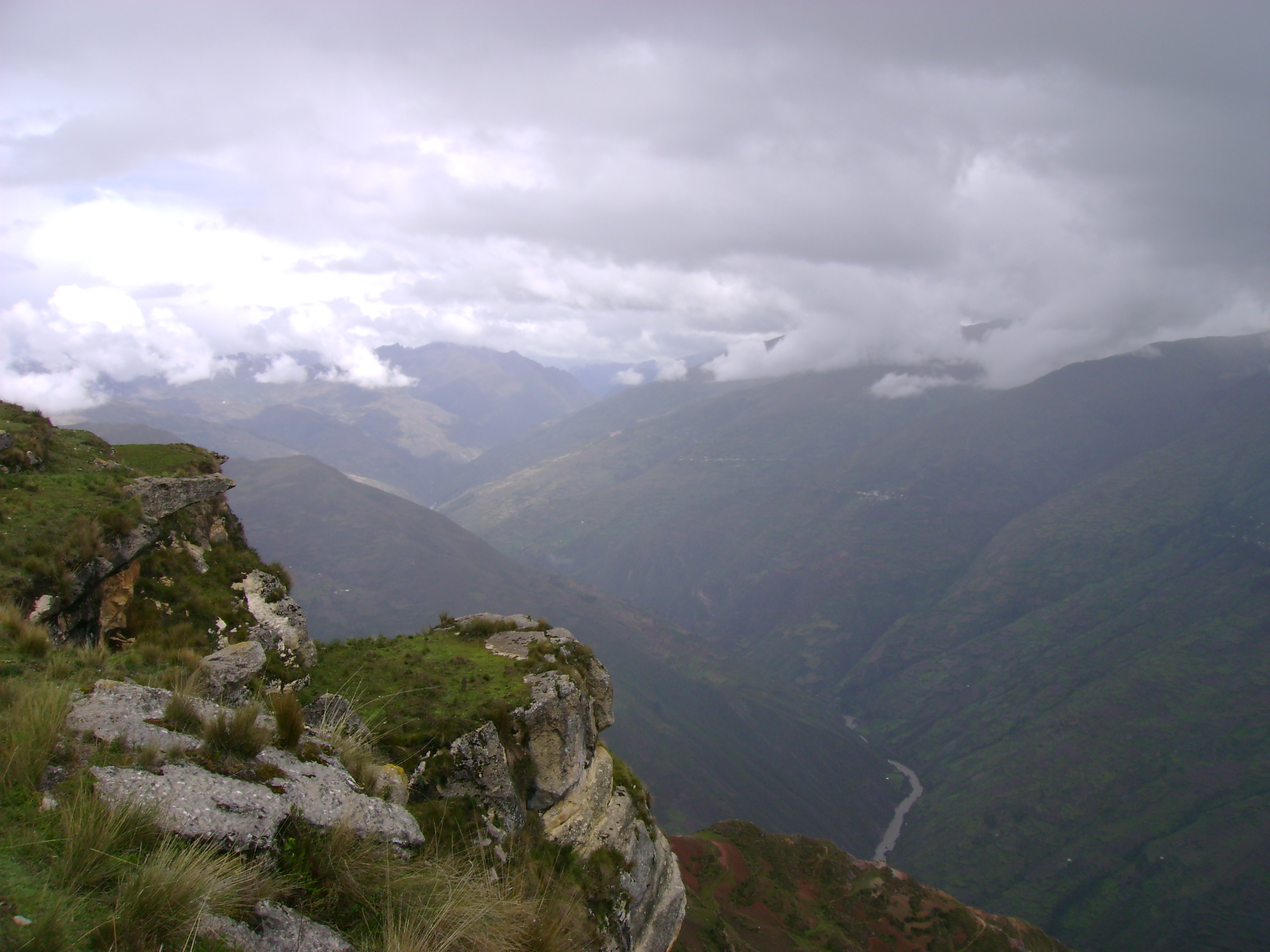
El río Marañón cruzando la provincia de Huamalíes, visto desde la cumbre de su margen izquierdo.

La provincia tiene una extensión de 3 144,50 kilómetros cuadrados. Su relieve es muy contratado y por lo general montañoso, pues el territorio de la provincia se emplaza en su parte occidental y andina por el flanco oriental de la Cordillera Blanca y el flanco occidental de la Cordillera Central. Dichos flancos están separados por el río Marañón, el cual divide en dos el territorio de la provincia, en forma de un profundo y amplia garganta, el cual erosionó las meseta andina en varios de cientos de metros de profundidad. Estos flancos a su vez están cortados por quebradas perpendiculares al cañón del Marañón.
La parte oriental se emplaza sobre el flanco oriental de la Cordillera Central y corresponde al área amazónica de la provincia, siendo irrigado por el río Monzón.

### Hidrografía
En su área andina, el eje hidrográfico principal es el adolescente río Marañón, el cual atraviesa la parte occidental de la provincia de Huamalíes en dirección sur-norte. Este gran río recibe numerosos tributarios, los cuales discurren por las quebradas perpendiculares ubicadas en ambos márgenes.
- Río Aco: Corre al sur de la población, nace en Pumapuquio y pertenece íntegramente al distrito de Llata. En el primer tramo del camino a Pachas, se aprecia la campiña de sus márgenes.

- Río Tambos: Pasa por el lado Norte de la población, tiene sus nacientes en el distrito de Puños, correspondiendo a Llata 5 km de su curso inferior su arbolado valle se observa en el primer tramo del trayecto a Puños. Conjuntamente con el río Aco se unen en Taricay dando origen así al río Surria, que desemboca al Marañón en el extremo Este del distrito de Llata.

Por su área selvática, el río principal es el Monzón, afluente del río Huallaga, cual nace en la vertiente oriental de la cordillera Central y descendiendo en sentido sureste hasta el C. P. Maravillas continua en sentido este, hasta el límite con la provincia de Leoncio Prado.

## División administrativa

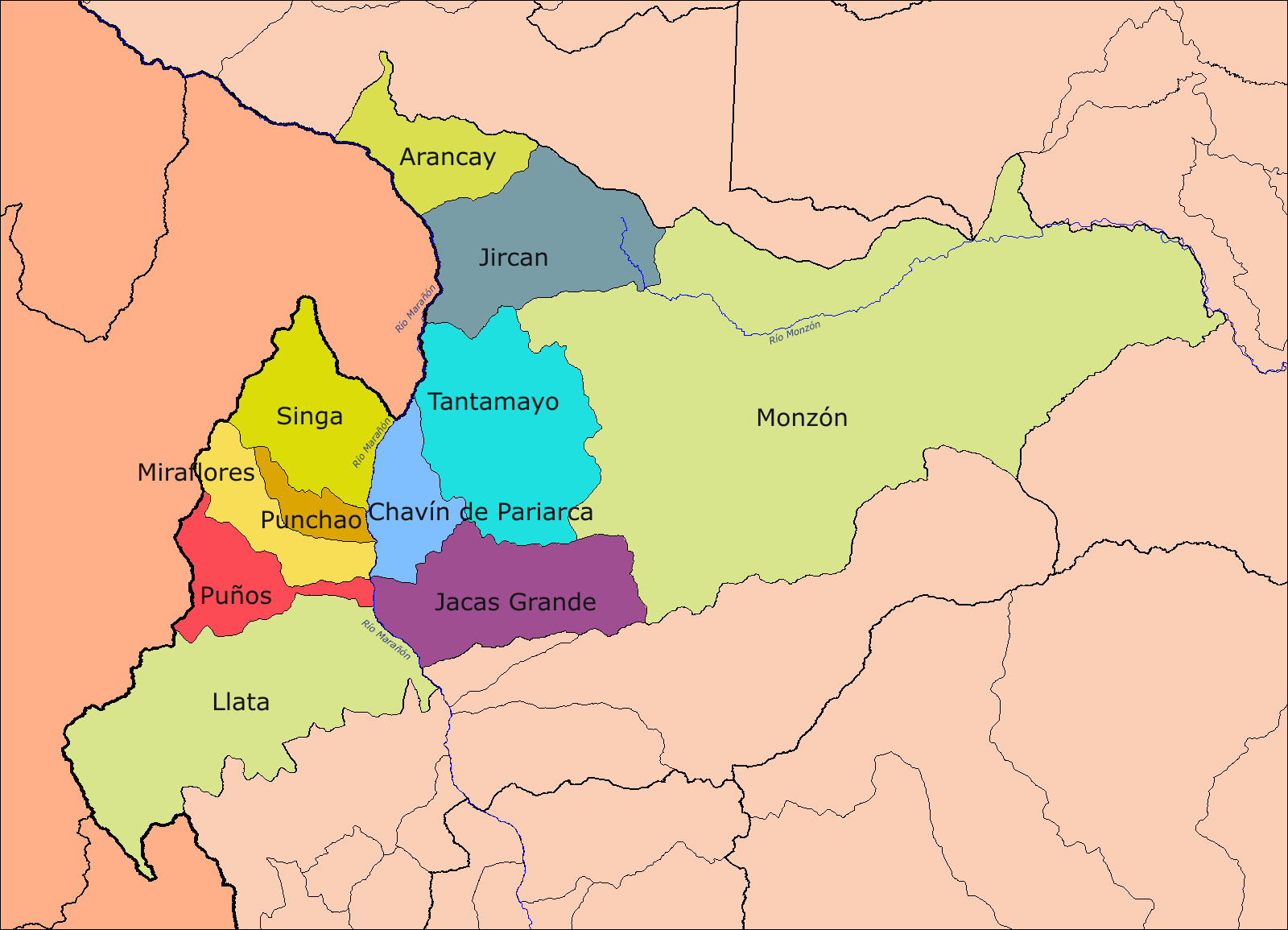
Mapa de la división administrativa de la provincia de Huamalíes

Se divide en once distritos, los cuales se emplazan en ambos márgenes del río Marañón.

### Margen oeste
De sur a norte en el sentido de recorrido del Marañón:
1. Llata
2. Puños
3. Miraflores
4. Punchao
5. Singa

### Margen este
De la misma forma:
1. Jacas Grande
2. Chavín de Pariarca
3. Tantamayo
4. Jircan
5. Arancay
6. Monzón

Este último distrito es selvático y se emplaza en ambos márgenes del río Monzón.

## Autoridades

### Regionales
- Consejeros regionales
  - 2019-2022[1]

  1. Dilmar Céspedes Salas (Avanzada Regional Independiente Unidos por Huanuco)
  2. Luz Rosaura Rosales Ramos (Acción Popular)

### Municipales
- 2019-2022[1]
  - Alcalde: Ricardo William Tello Inocente, de Acción Popular.
  - Regidores:

  1. Angélica Megdalia Jara Haro (Acción Popular)
  2. Fructuoso Joaquín Santiago Eulogio (Acción Popular)
  3. Ketty Sánchez Ocaña (Acción Popular)
  4. Héctor Guzmán Campos (Acción Popular)
  5. Félix Olivas Diaz (Acción Popular)
  6. Gloria Nancy Ceferino Caqui (Acción Popular)
  7. Máximo Hidalgo Blas (Avanzada Regional Independiente Unidos por Huanuco)
  8. Russel Rosso Martel Rojas (Avanzada Regional Independiente Unidos por Huanuco)
  9. Alejandro José Rosales Villavicencio (Alianza para el Progreso)

### Policiales
- Comisario: Mayor PNP

## Turismo

### Centro arqueológico de Tantamayo
Se encuentra en el distrito del mismo nombre a una distancia de 217 km de longitud de la ciudad de Huánuco y a 3500 m s. n. m., en la margen derecha del Marañon. En este distrito se descubrieron importantes ruinas prehispánicas Por el obispo Rubén Berroa, que fueron estudiadas planificadamente por el francés Bertrand Flornoy los centros de Jipango, Susupillo, Japallán, Coyllorbamba, Chancarán y otros. Integran un grupo de unos sesenta pueblos y fortalezas, que se hallan en un cuadrilátero de 50 km², estos centros pertenecieron al llamado Imperio yarowilca, se distinguen por sus casas y torreones de cuatro a seis pisos, interiormente comunicados entre sí mediante escaleras de caracol. y en su construcción solo se ha empleado piedras en forma de lajas, unidas con barro especial. El conjunto más importante es el conocido como la ciudad de los observatorios, se caracteriza por sus enormes torreones circulares, cuya altura oscila entre 8 y 10 m, puertas semitrapezoidales y techos en forma de bóveda, con bloques de pizarra.barro

### Ciudadela de Auquín
Se localiza en Carhuapata a 7 km del centro poblado de Jacas Grande y a 131 km de la ciudad de Huánuco. Se extiende en la falda una confusión de edificios destruidos, marginados en su parte alta por unos torreones muy separados entre sí, pero mejor conservados. La parte de la ciudad tiene unos 400 m y llegando a 800 m con algunas construcciones apartadas que parecen haber sido puestos de observatorio. El centro poblado de Carhuapata cuenta con zonas turísticas como Condorcocha.

### Yurac Marka
Localizada en el distrito de Punchao a 3600 m s. n. m. y a 194 km de la ciudad de Huánuco. Es una ciudad con construcciones de piedra blanca, habitaciones pequeñas de influencia Chinchaysuyo, y al frente se encuentra Yana-marca o piedras negras de influencia Chavín.

### Huarayragra
Ubicado al norte de Llata, es un desfiladero por donde pasa el río Tumbos, allí existe una cueva natural conocida como sakaqmachay, en la que aparecen pinturas rupestres. El acceso a Huarayragra se efectúa a pie, por un sendero descendente 4.2.1.5. Provincia de Huamalìes desde el cual se va observando la conformación geográfica del lugar y su paisaje agrícola.

### Jagraraj
Yacimiento arqueológico preincaico ubicado a 12 km al sudoeste de Llata. Este lugar presenta un inmenso farallón encontrando hasta cuatro niveles irregulares en forma horizontal. Ubicando en ellas construcciones hasta en lugares inaccesibles de diversos tamaños y construidas basado en piedras unidas con arcilla., en este lugar arqueológico se encuentran pinturas rupestres.

### Morro de Paugarwilca
"Paugar" - florido, "Wilca" - santuario o "Pugar" - fina delicado y "Wilca" - linaje. Está ubicado al noreste de Llata, de su cima se observa toda la ciudad, es una meseta amplia, se supone que al cambiar de su ubicación inicial de Orghash, fueron a ocupara esta meseta y como quiera que eran guerreros buscaron este lugar estratégico a fin de defenderse de sus ocasionales rivales que eran los pobladores de Llacuy, con quienes peleaban en las faldas de Rondos, bajando hasta Tiracay; esto ocurre por los años de 1572 aproximadamente. Llacuy. Se encuentra en un inmenso farallón a 2 km al este de la ciudad de Llata, posiblemente fue un cementerio preincaico de los pobladores de Taricay y Huamanhuilca.

### Balcón de Huagtay
Ubicado en el distrito de Singa; es el único balcón del continente, consiste en una saliente pétrea con una pequeña ventana que se encuentra en lo alto de un muro vertical perfectamente plano. Este resto arqueológico, constituye una verdadera hazaña arquitectónica para la época y se hizo posible, por el deseo de otear y observar el panorama de toda la cuesta.

### Susupillo
Es un lugar arqueológico perteneciente a la época incaica. El Gran Castillo de Susupillo, considerado el edificio prehistórico más alto del continente americano, con cinco pisos es la más importante de la extensa área arqueológica de Tantamayo. Consta de tres pabellones, dieciséis habitaciones y un altar. Es una fortaleza, rodeada de tres murallas semicirculares con sus respectivos torreones y a la espalda es un precipicio. Por dentro las habitaciones fueron diseñadas en forma circular, para permitir el llenado de las esquinas y resistir las alturas del “rascacielos” esas construcciones soportaron por siglos las inclemencias de la naturaleza.

### Piruro I y II
Ubicado en el Complejo de Tantamayo; son dos grandes conjuntos de construcciones ubicados a 3 900 m s. n. m. cada una con grandes torreones de 2 a 3 pisos. Piruro II presenta una planta circular, donde los edificios son de cinco pisos. En Piruro 1 existe un mausoleo espectacular, donde se sepultaba a la nobleza y a sus reyes, al estilo de las pirámides de Egipto, que servía para encerrarlos y allí exhibirlos con el fin de ser adorados por los súbditos, las construcciones son de cuatro pisos en forma de hemiciclos.

### Selmin Granero
Conjunto de Colcas, ubicada cerca de Selmin, construidas unas a continuación de otras a 2 m de distancia cada una, dando la apariencia de vagones de tren.

### Japallán
Es un lugar arqueológico a 4 100 m s. n. m. por sus tres lados se encuentra rodeado por cerros, dando acceso por un solo camino. La mayoría de sus construcciones de gran altura hasta de 7 m sin considerar la plataforma, aún allí existen torreones circulares que servían de observatorios, adoratorios, castillos, sarcófagos, arquería fina, un templo y habitaciones. En la parte baja se aprecia los restos de una gran población y una gran portada, que da acceso a esta ruina con una altura aproximada de 8 m y presenta hornacinas en la parte superior con ornamentación de piedras.

### Jipango
Resto arqueológico cuyas construcciones son de 2 a 3 pisos, ubicado a 3700 m s. n. m., sobre las terrazas de cultivo en las laderas del cerro Susupillo. 

### Pojoc
Ubicado a 4 408 m s. n. m., en la cumbre del cerro Susupillo cercano al pueblo de la Florida. Son tres grupos pequeños de estructuras, desde donde se aprecia toda la cordillera Blanca.
- Huanuquito